# مهيرأزاد

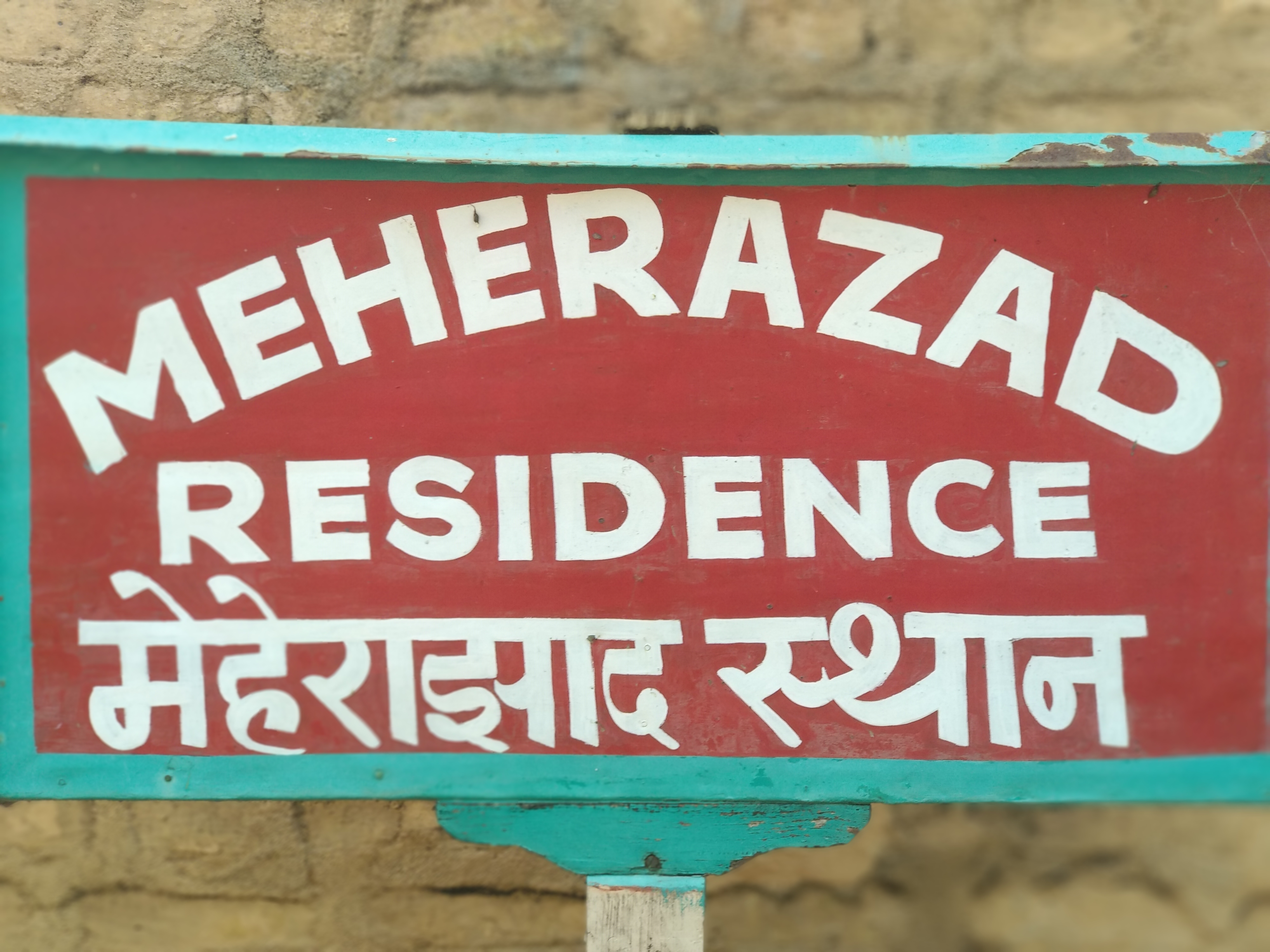
لوحة مهيرأزاد

مهيرأزاد (من السنسكريتية وتعني: "الرحمة هي مجانية") كانت آخر مكان سكن للمعلم الروحي الهندي مهير بابا وهي اليوم مكاناً للحج الروحاني خارج قرية بمبالغون، حوالي 9 ميل (14 كـم) شمال أحمدناغار في الهند. بشكل دقديق، تقع في إحداثيات . مساحتها 5 أكر (2.0 ها) .
عاش مهير بابا في مهرازاد من عام 1944 حتى وفاته في عام 1969. يضم المجمع مبان وحدائق ومركبات التي تتعلق في الغالب بمراحل بابا الأخيرة من حياته. ومن بين الأكثر شهرة: غرفة بابا ، وحدائق مهرازاد ، وقاعة المندالي (تلاميذه)، والحافلة الزرقاء (التي سافر فيها بابا مع تلاميذه النساء بين عامي 1938 و1939)، وكارافان نيو لايف (الحياة الجديدة . تقع "تلة العزلة"، حيث قام بابا بأعمال كثيرة، خلف مهرازاد.
ما زالت مهيرازاد سكنا خاصا يعيش بها بعض تلاميذ مهير بابا الأحياء حتى منتصف عام 2012. يفتح أبوبه للزوار أيام الثلاثاء والخميس والسبت من الساعة 11:00 صباحًا إلى الساعة 12:30 ظهرًا ، ويوم الأحد من الساعة 11:00 صباحًا وحتى الساعة 12:30 ظهرًا. في عام 1991 ، تم دمج مهيراذاد في صندوق مهير بابا الخيري .

## أهم غرف المبنى الرئيسي

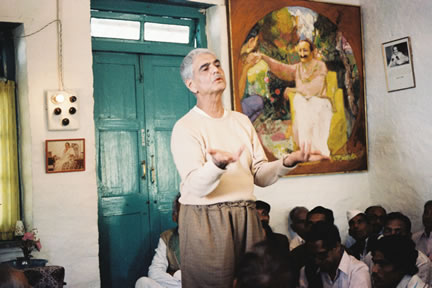
تلامذة مهير بابا يقيمون الصلاة في قاعة التلاميذ

جناح النساء
- غرفة بابا
- غرفة الرسم
- غرفة العشاء
- غرفة مهير وماني
- شجرة عمر
- حديقة ماهيرا
- قافلة الحياة الجديدة
- الهبوط

جناح الرجال
- قاعة التلاميذ
- غرفة بندو
- غرفة ألوبا
- شرفة الرجال
- الحافلة الزرقاء
- كابينة مانوناش
- شجرة المانجو خلف كابينة مانوناش
- الكوخ

الآخرين
- تلة عزلة مهيرزاد
- الطريق

## روابط خارجية
- جولة في مهرازاد
- تاريخ ووصف مهرازاد